# Augustenborg
Augustenborg ou Augustenbourg est un bourg du Danemark.
Situé dans l'île d'Als, à 31 km d'Åbenrå, il comprend le château d'Augustenbourg, construit vers 1651, et qui a donné son nom aux ducs d'Augustenbourg, branche de la maison de Holstein.
C'est à cette maison qu'appartenait le prince Charles-Auguste, né en 1768, qui fut nommé en 1809 prince royal de Suède par Charles XIII et par les États. Mais à peine ce prince venait-il d'arriver en Suède, qu'il mourut presque subitement. On le prétendit empoisonné.

## Homonymie
Augustenborg désignait également une autre commune danoise ayant fusionné avec six autres, en 2007, pour former la communauté de communes de Sønderborg.

## Source
Cet article comprend des extraits du Dictionnaire Bouillet. Il est possible de supprimer cette indication, si le texte reflète le savoir actuel sur ce thème, si les sources sont citées, s'il satisfait aux exigences linguistiques actuelles et s'il ne contient pas de propos qui vont à l'encontre des règles de neutralité de Wikipédia.